# Whole Oats
Whole Oats è il primo album del duo Hall & Oates, pubblicato nel 1972.

## Tracce
1. I'm Sorry (Daryl Hall, John Oates) - 3:06
2. All Our Love (Hall, Oates) - 2:41
3. Georgie (Hall) - 2:42
4. Fall In Philadelphia (Hall) - 3:58
5. Waterwheel (Hall) - 3:52
6. Lazyman (Hall) - 3:15
7. Goodnight and Goodmorning (Hall, Oates) - 3:18
8. They Needed Each Other (Hall) - 3:59
9. Southeast City Window (Oates) - 2:31
10. Thank You For... (Oates) - 4:36
11. Lilly (Are You Happy) (Hall, Oates) - 4:10

## Formazione
- Daryl Hall - voce, chitarra, mandolino, sintetizzatore, vibrafono
- John Oates - voce, chitarra, sintetizzatore
- Michael McCarthy - basso
- Mike Patto - basso
- Jim Helmer - batteria, percussioni
- Jerry Ricks - chitarra
- Bill Keith - pedal steel guitar
- Arif Mardin - arrangiamenti fiati e archi

- Arif Mardin - produzione
- Lewis Hahn, Gene Paul - registrazione e suono
- Gene Paul - missaggio
- Stephen Innocenzi - mastering